# Chichicaste grandis
Chichicaste és un gènere monotípic amb una espècie de planta fanerògama que pertany a la família Loasaceae. La seva única espècie, Chichicaste grandis és originària de Colòmbia i Costa Rica.

## Descripció
És una planta herbàcia erecta de curta durada que mesura fins a 4 metres d'alçada i està coberta amb pèls urticants, feblement ramificada. Les fulles inferiors són oposades, les superiors alternes, les làmines de les fulles són ovalades amb la vora lleugerament lobulat i estriat.
Les inflorescències són terminals. Les flors amb els pètals de color verd a blanc cremós. El fruit és una càpsula de grandària mitjana, aproximadament rodona. Les llavors tenen una pell exterior en forma de xarxa.

## Taxonomia
Chichicaste grandis fou descrita per (Standl.) Weigend i publicada a Taxon 55(2): 465. 2006.
Sinonimia
- Loasa grandis Standl.[2]

## Vegeu també

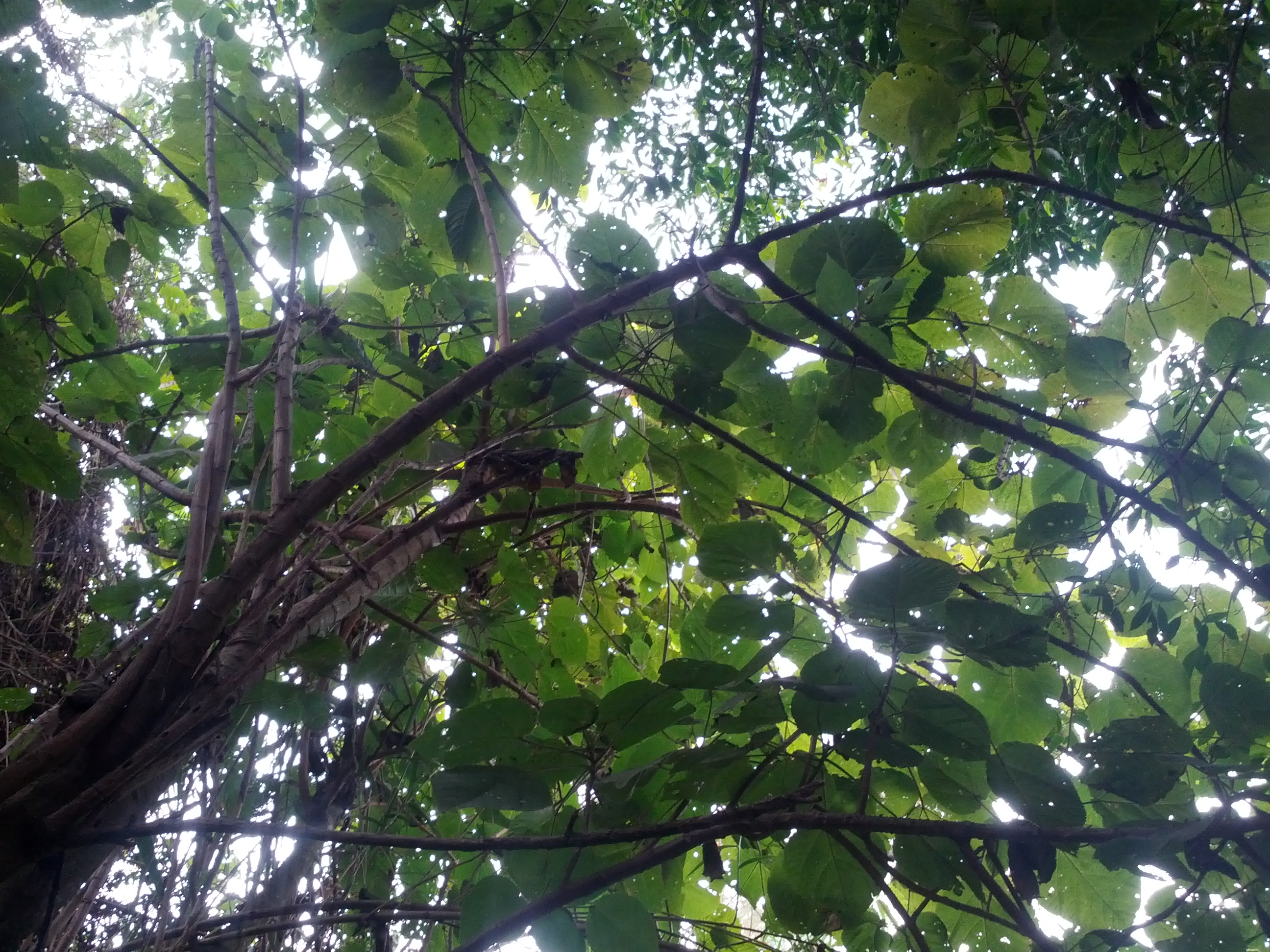
Chichicaste adult, d'uns 5 m d'alçada.